# Guerra civile algerina
La guerra civile in Algeria è stato un conflitto armato scoppiato nel 1992 e conclusosi nel 2002. Esso ha visto contrapposti il Governo del Paese, insediatosi a seguito di un colpo di Stato, e i miliziani islamici.

## Cause
Verso la fine degli anni ottanta, il Presidente algerino Chadli Bendjedid aveva avviato un processo di transizione per condurre il Paese, legato ad un sistema politico monopartitico, dominato dal Fronte di Liberazione Nazionale, verso un sistema multipartitico.
Il primo turno delle elezioni legislative del 1991 videro una forte ascesa delle formazioni islamiste, in particolare del Fronte Islamico di Salvezza.
In tale prospettiva, l'esito elettorale fu annullato e l'11 gennaio 1992 alcuni generali dell'esercito (janviéristes) misero in atto un colpo di Stato, costringendo Bendjedid alle dimissioni. La guida del Paese fu assunta da una giunta militare, il "Supremo Consiglio di Sicurezza" (Haut Comité d'État), presieduto da Mohamed Boudiaf; il Governo fu invece affidato ad un organo consultivo, il "Consiglio Supremo di Sicurezza" (Haut conseil de sécurité), guidato dal Primo ministro Sid Ahmed Ghozali. La dichiarazione dello stato di emergenza consentì al Governo la sospensione delle libertà costituzionalmente garantite: ogni movimento di protesta fu soffocato nel sangue; molte organizzazioni internazionali, come Amnesty International, segnalarono la sistematica violazione dei diritti umani e il frequente ricorso alla tortura.
Dopo lo scioglimento del Fronte Islamico di Salvezza, decretato ufficialmente il 4 marzo, le fazioni islamiche si organizzarono nel Gruppo Islamico Armato (al-Jamāʿa al-Islāmiyya al-Musallaḥa). Le iniziative belliche del movimento avrebbero condotto, nel 1994, al dirottamento del Volo Air France 8969, presso l'aeroporto di Algeri e all'assassinio sistematico di decine di migliaia di civili.

## Sviluppi
Il Presidente Boudiaf, assassinato il 29 giugno 1992, fu succeduto da Ali Kafi.